# バンコクBRT
バンコクBRT（ビーアールティー）は、バンコク市内の交通機関である。
交通法規上の優位により輸送力向上を図る公共バス、いわゆるBRTとして、2010年に営業運転を開始した（開業日については後述）。バンコクはもとよりタイ王国で最初の導入事例となる。
バンコク都(BMA)が施設を所有、BTSC(バンコク大衆輸送システム社)が運行している。
一般的にバスの乗り場はバス停、停留所と呼称されるが、本項では現地の呼称にならい駅と表記する。

## 概要
開業時よりサートーン - ラーチャプルック線のみであるが、当初は他路線も予定されていた。（後述）
当線では経路の一部にBRT専用車線を用意し、駅には地上より高い位置にプラットホームを設け段差の解消を図り、また主要駅についてはホームドアも当初から設置されている。さらに高度道路交通システム(ITS)により信号機を優先制御し、GPSにより車両位置情報を提供するなど開業当初から従来の市内バスとは一線を画す存在として登場した。
ただし、実際には信号の優先制御を行っていないことが確認されている（2017年時点）。
毎日午前6時から深夜0時まで、およそ5分ないし7分間隔で運行されている（2016年実績）。

### 運営企業
2010年開業より複数の契約更新を経て、引き続きBTSCが実際の運行を担っている。なお、バンコク都(BMA)直営の事業会社であるクルンテープ・タナコム (英)Bangkok Thanacom Co.LTD, が2017年まで管理を行っていたが、同業務もBTSCに交代した。

## 歴史

### ガイドウェイバス構想
1991年頃、バンコク市内にガイドウェイバスの導入が検討されはじめ、翌1992年にナラーティワートラーチャナカリン通りにてバス専用レーンが試験導入される。1994年、市内の主要道5か所で導入が検討される（一部は鉄道として開通）。

### BRT網構想
やがてガイドウェイバス構想は現在のようなBRTに改められ、2011年までにはBRTマスタープランとして14路線が立案され、鉄道網を補完する交通機関として2017年までに整備完了との目標が掲げられた。また下記の5路線は急行線という位置づけとされ、一部は当線およびモノレールとして開業を果たしている。
- サートーン - ラーチャプルック（現存）[9]
- モーチット - ノンタブリー[9]
  - 現・■ピンクラインと一部重複
- サートーン - スクサワット[9]
- ドンムアン - ミンブリー - スワンナプーム[9]
  - 現・■ピンクラインと一部重複
- ミンブリー - シーナカリン - サムロン[9]
  - 現・■イエローラインと一部重複

ちなみに2025年現在、当線東側を基軸とする別路線の新設が予定されている。
2004年にはバンコク市内10路線のBRT構想が浮上し、その第一号として当線が2007年3月22日に着工した
。 ただし2005年に着工したとする説もある。2007年11月9日に車両45台の入札が実施されたが不調に終わった。同年12月の再入札により、調達企業が決定した。

### 開業
2010年5月29日に運行開始。公式刊行物を筆頭に、同日が開業日と扱われることが多い。ただし、バンコク都の2016年発表資料では5月試験運行開始、2011年1月2日正式運行開始と記載されている。実際には2010年8月31日まで無料運行とされた。
2010年9月1日からは期間限定の均一運賃（10 バーツ）として営業運転開始。翌2011年2月14日には、バンコク・スカイトレイン(以下、BTSと略す)との共通利用ICカードが導入された。
しかし計画当初の目論見よりも利用が低調だったことから、2013年には5 バーツへ値下げも試みられた。輸送実績は年々増加したものの赤字体質から脱却できる目途が立たず、開業当初の運行契約満了に伴い2017年4月30日に営業停止することがいったん決定したが、利用者の反対が多かったため廃止を目前に撤回された。同時に、15 バーツ均一運賃への値上げも発表された（同年5月29日実施）。
2024年9月1日より新型車両（バッテリー式EV)による運行が試験開始、同時に2つの新駅が開業した。

## 運賃
2025年現在、全区間15 バーツの均一運賃。学生、僧侶、高齢者は11 バーツに減額される制度がある。
- 2010年5月29日：無料
- 2010年9月1日 : 10 バーツ
- 2013年4月 : 5 バーツ
- 2016年10月1日  : ゾーン制導入、5 - 10 バーツに[17][18]
- 2017年5月29日 : 15 バーツ
- 2024年9月1日 : 無料
- 2024年11月 : 15 バーツ

## 路線

### サートーン - ラーチャプルック線
開業時は12駅（起点・終点含む）、後に追加され2025年現在は14駅からなる。
起点のサートーン駅(B1)はサートーン区の北辺、BTS■シーロム線チョーンノンシー駅(最寄り駅)とセントルイス駅の中ほどにあるサートーン・ナラーティワート交差点南側に位置する。同駅よりナラーティワートラーチャナカリン通りを南下し、ナラーラーム3駅(B5)付近の交差点よりラマ3世通りに移る。ちなみに、この交差点を直進した川べりに車両基地（メンテナンスセンター）があり、EV化後は充電拠点となっている。なおラッシュ時には、ナラ―ラーム3駅で折り返す区間便が運行される。
ラマ3世通りは鉄道駅から遠く離れ、ヤーンナーワー区、バーンコーレーム区の外縁部をチャオプラヤー川に沿って迂回する。バーンコーレーム区役所の最寄り駅であるラマ3世橋駅(B11)が最後の途中駅となり、以後は終点まで約3 km以上ノンストップとなる。
バーンコーレーム区西端のラマ3世橋を渡りトンブリー区に入ると道路はラッチャダーピセーク通りと名を変え、同区西部で再び■シーロム線と交差し、タラートプルー駅そばのラーチャプルック駅(B12)に至る。両駅はラッチャダーピセーク通りを挟んだ対面にあり、ペデストリアンデッキで連絡している。また、専用車両の駐車スペースも併設されている。

#### 道路
- ナラーティワートラーチャナカリン通りはチョンノンシー運河（英語版）を挟んだ8車線のうち、中央2車線をBRT専用レーンとし、縁石で分離されている。交差点内は一般車と共用で、交差点内での停車は禁止されている[注釈 6]。
- ラマ3世通りの各駅付近も同様だが、それ以外は乗合車両(HOV)専用レーンという扱い[注釈 7]。実際には交差点内や橋梁上といった、一般車との共用車線区間が大半を占める。

#### 駅一覧
| 駅番号 | 駅名                                 | タイ語駅名     | 駅間 キロ | 累計キロ | 接続路線・備考                       | 所在地             |
| ------ | ------------------------------------ | -------------- | --------- | -------- | ------------------------------------ | ------------------ |
| B1     | サートーン                           | สาทร           | 0.0       | 0.0      | BTS■シーロム線 S4 チョーンノンシー駅 | サートーン区       |
| B2     | アーカンソンクロ                     | อาคารสงเคราะห์  | 0.6       | 0.6      |                                      | サートーン区       |
| B3     | テクニッククルンテープ               | เทคนิคกรุงเทพ    | 0.8       | 1.4      |                                      | サートーン区       |
| B3a    | タノンチャンヌア                     | ถนนจันทน์เหนือ    | 0.8       | ★        | 2024年9月1日開設                     | サートーン区       |
| B4     | タノンチャン                         | ถนนจันทน์        | 0.8       | 2.2      |                                      | サートーン区       |
| B4a    | タノンチャンタイ                     | ถนนจันทน์ใต้      | 1.5       | ★        | 2024年9月1日開設                     | ヤーンナーワー区   |
| B5     | ナラーラーム3                        | นราราม 3       | 1.5       | 3.7      | 車両基地最寄り                       | ヤーンナーワー区   |
| B6     | ワットダーン                         | วัดด่าน          | 2.7       | 6.4      |                                      | ヤーンナーワー区   |
| B7     | ワットパリワート                     | วัดปริวาส        | 1.0       | 7.4      |                                      | ヤーンナーワー区   |
| B8     | ワットドークマイ                     | วัดดอกไม้        | 1.5       | 8.9      |                                      | ヤーンナーワー区   |
| B9     | サパーンプララームガーオ (ラマ9世橋) | สะพานพระรามเก้า | 1.8       | 10.7     |                                      | バーンコーレーム区 |
| B10    | チャルーンラート                     | เจริญราษฎร์      | 0.8       | 11.5     |                                      | バーンコーレーム区 |
| B11    | サパーンプララームサーム (ラマ3世橋) | สะพานพระรามสาม | 1.0       | 12.5     |                                      | バーンコーレーム区 |
| B12    | ラーチャプルック                     | ราชพฤกษ์        | 3.4       | 15.9     | BTS■シーロム線 S10 タラートプルー駅  | トンブリー区       |

★2024年開設の新駅は正式な位置が不明。

## 車両

### 第一世代(CNG車)

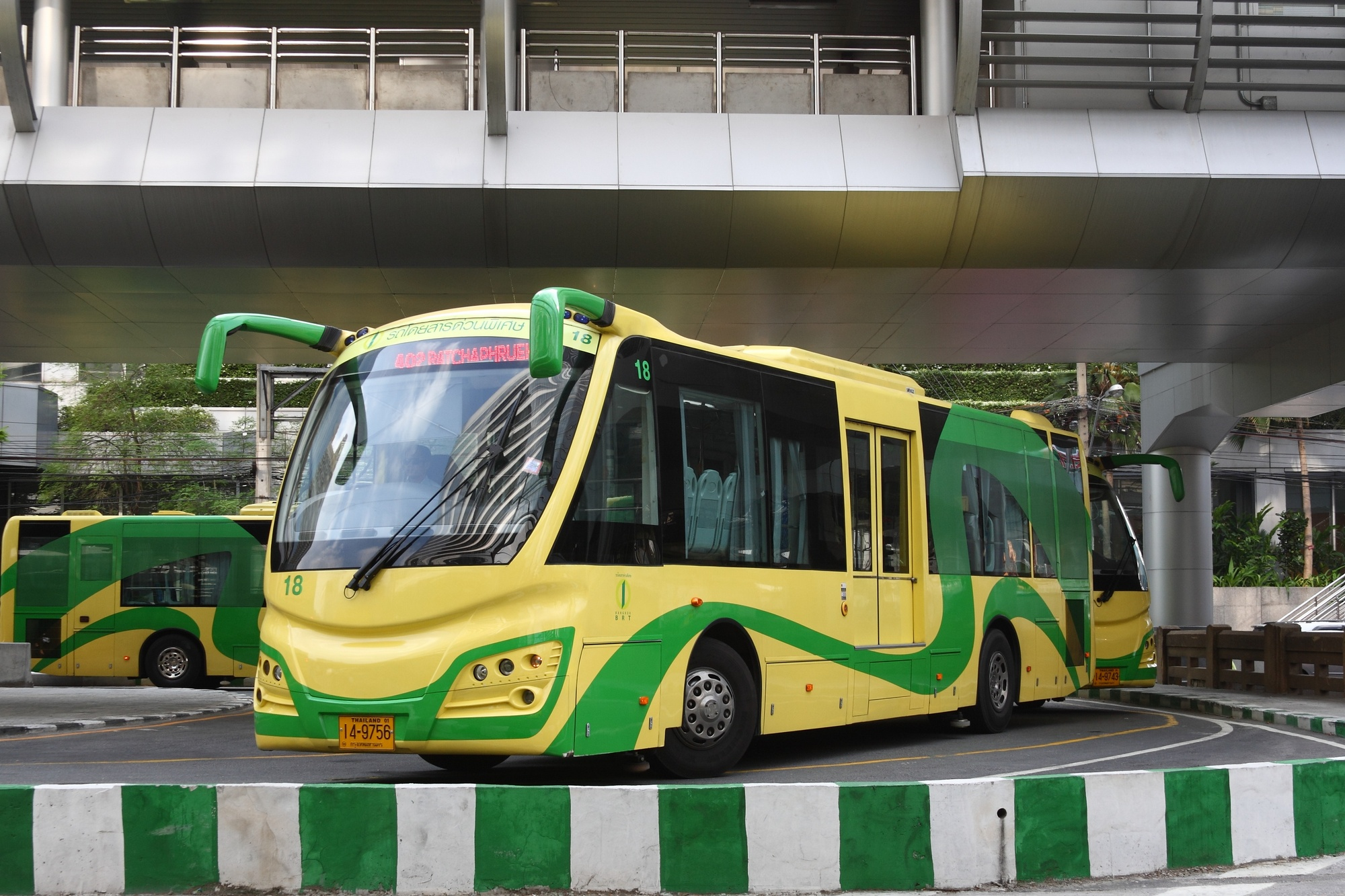
開業当初の中国製CNG車
側面下部に案内輪がみえる

開業当初に採用されたのは中国申龍客車製のCNG燃料車で、プラットホームに合わせた高い位置の乗降口を車体左右の中央部に一か所ずつ備える（通常運行では右側ドアのみ使用）。この設計により、最後部を除いて床面の段差が解消されている。また、プラットホームぎりぎりに接近できるよう、各駅付近のガイドレールに対応した案内輪が装備されている。
タイは日本と同様に左側通行で、通常の市内バスでは左側から乗降するため、右側から乗降する当BRTは非常に珍しい。
2010年4月23日に最初の2台が納入され、全25台が導入された。定員80人（座席数20、吊革34）。

### 第二世代(BEV)
車両老朽化により、中国中車製のバッテリー式EVの導入が決定、2024年9月より試験運行を開始した。ただし、乗降口の高さは従来仕様から通常の低床型に変更され、既存プラットホームとの不整合が生じることから、駅施設の改良工事が予定されている。なお、側面の案内輪は存在しない。
2025年以降開設予定の新路線では、通常の市内バスと同様に地平のバス停に停車し、左側のドアより乗降することが予定されている。
全23台が導入されるも、一部は9月の運行開始に間に合わず、加えて基地での充電が頻繁に発生するというEV特有の事情が重なって運行間隔の調整が発生した。

## 輸送実績
計画時の目標35,000人/日に対して、2010年の無料運行期間は19,000人/日という結果に留まり、同年9月の有料化により14,000人/日にまで低下した。ただし、市内バス全体の輸送量は鉄道網の延伸にともない減少傾向にありながら、2017年までは運賃抑制策に助けられ増加傾向にあった。
| 年度 | 万人  | 備考        |
| ---- | ----- | ----------- |
| 2010 | 274.8 | 5月29日開業 |
| 2011 | 428.9 |             |
| 2012 | 492.2 |             |
| 2013 | 557.0 |             |
| 2014 | 648.9 |             |
| 2015 | 688.5 |             |
| 2016 | 705.3 |             |

参考までに、2016年度の市内バスは5億1164万人、BTSが2億4864万人であるが、総営業距離も輸送能力も両者と大きく異なる。

## 評価
導入に際し道路渋滞対策という意図が織り込まれていたが、BRT専用車線によって一般車の通行が妨げられるため効果を上げていないとする批判がある。加えて、BRT専用車線に対し一般車の進入抑止策が講じられておらず、不心得者による一般車進入により遅延が発生することもある。
またBRTに限らず、バンコクの道路計画自体に大きな問題があり、市民の行動原理が変わらない限り公共交通の運賃を無料としても渋滞の解消は不可能だろうとの指摘もある。
全体的に利用実績が低調とはいえ、ピーク時には積み残しが発生することも珍しくなく、抜本的な改善が必要との指摘がある。